# Teletevere
TeleTevere è stata un'emittente televisiva con sede a Roma, via Nomentana 345.
Il bacino di utenza è costituito dalle province di Roma di Rieti e Viterbo, e parte delle province di Frosinone e Latina.

## Storia

### Gli inizi
La società “TeleTevere s.r.l.” si costituì il 29 dicembre 1975, tra i soci dell'Associazione fra i Romani, per la diffusione di trasmissioni radio-televisive. Sottoscrittore della maggioranza delle quote era l'avv. Fabrizio Menghini, redattore capo dei servizi giudiziari del Messaggero e Presidente dell'Associazione. Nelle settimane successive fu registrata in tribunale la testata giornalistica, di cui Menghini assunse la direzione.
Non essendo ancora liberalizzato l'etere televisivo, le prime trasmissioni (1976) furono radiofoniche in FM Ch. 95 MHz (Radio Teletevere), da una mansarda di Via della Camilluccia 19, Roma. Successivamente, a seguito della sentenza della Corte di Cassazione n. 202/1976, furono allestiti gli studi televisivi al primo piano dello stesso edificio di Via della Camilluccia, lasciato libero dall'emittente radiofonica “Radio Città”, le cui frequenze erano state acquisite da TVR Voxson.
Le prime trasmissioni televisive sperimentali (in bianco e nero!), furono diffuse nel corso del 1977 sul Canale UHF 34-Roma, con antenna a Monte Mario, sul tetto dell'edificio della sede. Successivamente fu acquisito il canale UHF 57 dall'emittente dismessa “Telespectacular”, con ripetitore a Monte Ripoli (poi spostato a Monte Cavo). Le prime trasmissioni ufficiali furono in onda il 1º gennaio 1978.

### I programmi degli anni d'oro
Fabrizio Menghini, all'epoca una delle maggiori “firme” del Messaggero, improntò con la sua personalità e il suo grande carisma i servizi giornalistici dell'emittente romana: era solito infatti chiudere le edizioni del telegiornale con un suo commento di fondo (“I fatti del giorno”) e, inoltre, conduceva la rubrica di informazione giuridico-amministrativa “I cittadini e la legge”. Attorno a Menghini crebbe un gruppo di giovani redattori che si avviarono alla professione giornalistica e nell'editoria: Armando Sommajuolo (divenne poi conduttore e inviato speciale di Telemontecarlo/LA7 dal 1988 al 2015), Stefano Menghini (già corrispondente del Corriere Adriatico e poi conduttore del TG1 tra il 1987 e il 1994), Massimo Caputi (anch'esso attualmente in RAI dopo 15 anni in TMC/La7), Mario Moscetti, Federico Bardanzellu e Piera Possenti. Al montaggio e alla regia, oltre a Moscetti e a Bardanzellu, si segnalano gli esordi del regista cinematografico Antonio Baiocco e di Francesco Coscarella, attualmente imprenditore di produzioni televisive.
I soci dell'Associazione fra i Romani, collaborarono ampiamente con l'emittente, conducendo rubriche culturali di alta qualità. Tra essi si segnalano:
- Giorgio Carpaneto, scrittore prolifico, saggista e poeta;  conduttore di ben quattro rubriche di argomento storico-letterario: “Polvere di storia”, “Biblioteca aperta”, “Roma nel tempo” e “Musei in casa”;
- Fortunato Lay, già direttore del Rugantino; conduttore di “Aria de Roma”.
- Claudio Capuano, conduttore di rubriche d'arte e di aste per beneficenza;
- Lea Canducci, scrittrice e conduttrice di “Donna Oggi”;
- Antonio Collaci, conduttore de “Il messaggero dello spettacolo” e autore di “Cine Nostrum”;
- Gino Ragno, conduttore di “Italia chiama Germania”;

Tra le rubriche di spettacolo si segnala “La puzzola pazza”, condotta da una giovanissima Gabriella Carlucci e la rubrica calcistica domenicale “L'omino in pallone”, condotta da Ugo Russo, imitatore, cantante e giornalista sportivo, poi passato alla RAI; "Il giornale del mare" condotto da Gastone De Marchis.
Il 1º gennaio 1980 iniziarono le pubblicazioni de Il giornale di TeleTevere, un mensile che affiancò la rete sino al 1984, messo a disposizione degli spettatori più affezionati e che sviluppava le tematiche trattate nell'emittente stessa, con interventi più approfonditi dei suoi redattori e conduttori. Nel 1988, per motivi economici, il canale UHF 57 fu ceduto al network Rete Mia di Giorgio Mendella. Le trasmissioni di TeleTevere continuarono ad essere diffuse sul Ch 34, dal ripetitore di Monte Cavo.

### TeleTevere oggi
Il 10 ottobre 1995, colpito da improvviso malore in via Condotti, scomparve Fabrizio Menghini, fondatore e direttore dell'emittente romana. La direzione della rete venne così assunta dalla giornalista Stefania Cioce. Anche la sede fu spostata in Via Nomentana 345, ove è attualmente.
Negli ultimi anni Teletevere ha stretto accordi con la rete Trinity Broadcasting Network, della quale ripete i programmi nel bacino di utenza del Lazio. In base a tale accordi, Mario Moscetti, “storico” conduttore del notiziario dell'emittente romana è utilizzato direttamente dal network statunitense e continua a condurre il TG, a livello nazionale, dagli studi TBNE. Nel 2009 è subentrato a Stefania Cioce nella direzione dell'emittente.
Nel novembre 2009, anche Tele Tevere è passata al digitale terrestre, per trasmettere in multiplex televisivo con Tivuitalia. Dal 2023 direttrice responsabile è la giornalista Elisabete Guerra. Negli anni 2010, la società è stata assorbita nella TCI-Televisione Cristiana in Italia, già TBNE.